# Salsola aethiopica
Salsola aethiopica är en amarantväxtart som beskrevs av Viktor Petrovitj Botjantsev. Salsola aethiopica ingår i släktet sodaörter, och familjen amarantväxter. Inga underarter finns listade i Catalogue of Life.